# Uitgeverij Halewijn
Uitgeverij Halewijn geeft religieuze boeken uit vanuit een christelijk perspectief.  De uitgeverij is gevestigd in Antwerpen en is ook uitgever van Kerk & Leven en Kerknet.be.   

## Historiek
De dominicaan Frans-Bertrand Janssens (1908-1995) was de grondlegger van wat nu uitgeverij Halewijn is geworden. Hij richtte in 1954 ook de Vereniging der Uitgevers van de Katholieke Periodieke Pers (VUKPP) op. 
Eind 2019 ging Halewijn NV samen met Kerk & Media vzw op zoek naar een hoofdredacteur om leiding te geven aan een overkoepelend mediahuis van de Rooms-Katholieke Kerk in Vlaanderen.